# 25120 Yvetteleung
25120 Yvetteleung è un asteroide della fascia principale. Scoperto nel 1998, presenta un'orbita caratterizzata da un semiasse maggiore pari a 2,5173760 UA e da un'eccentricità di 0,1811322, inclinata di 2,69374° rispetto all'eclittica.